# Relações entre Brasil e Líbano
As relações entre Brasil e Líbano são as relações diplomáticas estabelecidas entre a República Federativa do Brasil e a República Libanesa. Estas relações foram iniciadas em 1945, após a independência do Líbano. Porém, o contato entre os dois países remonta a 1880, quando os primeiros contingentes significativos de imigrantes libaneses, predominantemente formados por cristãos, começaram a chegar ao Brasil. Durante a Guerra Civil Libanesa, em 1975, um novo contingente de imigrantes libaneses chegou ao país e, desta vez, estes eram formados em grande parte por muçulmanos.
A comunidade libanesa que vive atualmente no Brasil, formada em sua maioria por descendentes, é maior do que a população do Líbano. São quase 10 milhões de libaneses e descendentes em território brasileiro, contra 3,5 milhões que vivem no Líbano. 

## Atualidade

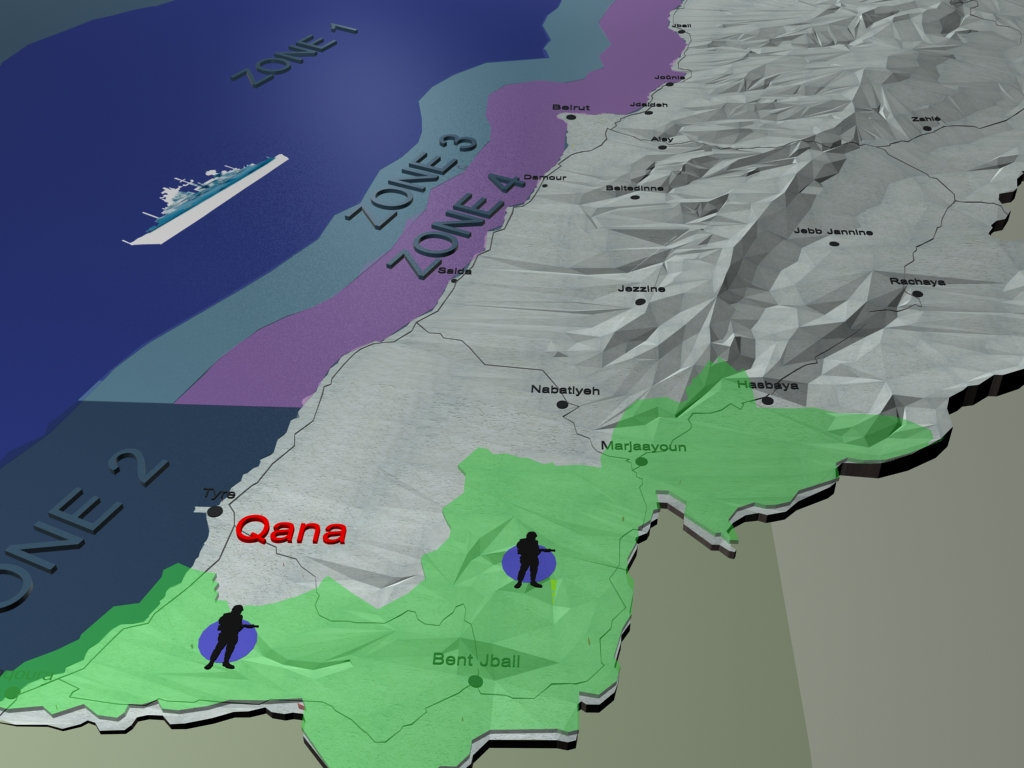
Zona de operações terrestres e marítimas da UNIFIL no Líbano.

Após aceitar um convite da Organização das Nações Unidas, o Brasil passou a comandar a Força-Tarefa Marítima da UNIFIL em fevereiro de 2011, criada após a guerra entre Líbano e Israel, em 2006. Para isso, enviou à costa libanesa a fragata União.